# Xavier Cugat

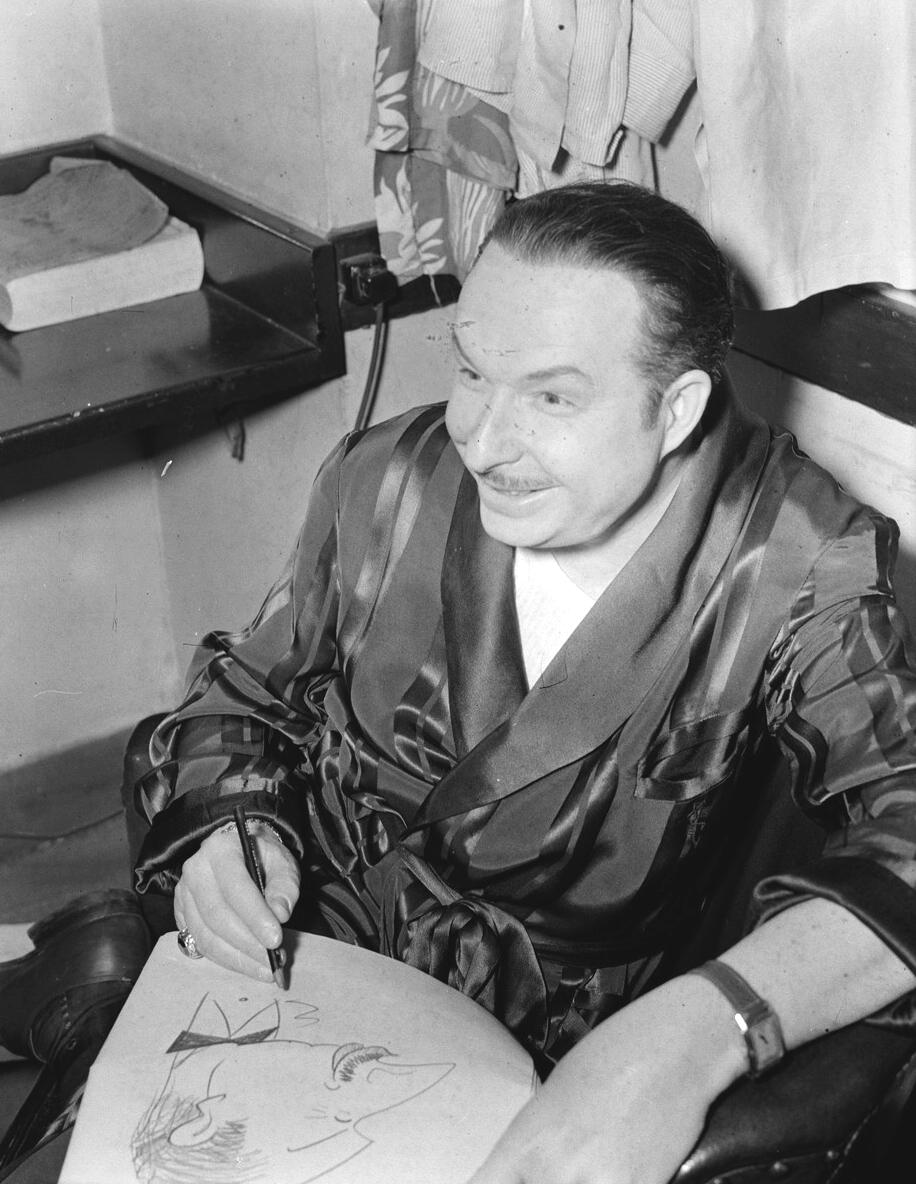
Xavier Cugat, Fotografie von William P. Gottlieb

Xavier Cugat, genannt Cugie, eigentlich Francesc d’Asís Xavier Cugat Mingall de Bru i Deulofeu (spanisch Francisco de Asís Javier Cugat Mingall de Bru y Deulofeu; * 1. Januar 1900 in Girona, Katalonien; † 27. Oktober 1990 in Barcelona), war ein bedeutender spanischer bzw. katalanischer Musiker, Sänger, Cartoonist, Komponist, Arrangeur und Orchesterleiter.

## Leben und Wirken
Cugat wurde nur wenige Minuten nach 0:00 Uhr des 1. Januar 1900 in das letzte Jahr des 19. Jahrhunderts hineingeboren. Dies wurde in seinem Heimatland Spanien für so beachtenswert gehalten, dass sein Vater, der zu der Zeit ein politischer Gefangener war, begnadigt wurde und seine Brüder vom Militärdienst freigestellt wurden.
Im Alter von drei Jahren wanderte Cugat mit seiner Familie nach Havanna auf Kuba aus, wo er schon früh mit Musik in Berührung kam. Als Teenager lernte er Violine und spielte im Teatro Nacional in Havanna und begleitete später Enrico Caruso bei einer Tournee. Zwischen 1915 und 1918 spielte Cugat in New York in dem Tangoorchester „The Gigolos“. Von dort wechselte er später nach Los Angeles, wo er zunächst tagsüber als Cartoonist für die Los Angeles Times arbeitete. Seine Zeichnungen wurden von der Firma King Features verbreitet. Am Abend jedoch bemühte er sich, Mitglieder für eine eigene Band zu finden.
Nach einigen Jahren in kleineren Clubs im Bereich Los Angeles gelang Cugat 1928 der Durchbruch mit einem Engagement im berühmten Cocoanut Grove-Nachtclub. Sein lateinamerikanischer Musikstil brachte ihm in den USA in den 1930er und 1940er Jahren den Beinamen „Der Rumba-König“ ein.
Nachdem in den späten 1920er Jahren der Ton in den Kinofilmen Einzug hielt, trat Cugat öfter mit seinem eigenen Orchester auch in Musikfilmen Hollywoods auf. Er verschaffte der Schauspielerin Rita Hayworth einen ihrer ersten Auftritte und trat selbst mit ihr im Film Du warst nie berückender (You Were Never Lovelier, 1942) auf.
In New York City wurde Cugats Orchester nach der Eröffnung des Luxus-Hotels Waldorf Astoria praktisch das Stammorchester des Hauses.
Einer der größten Erfolge Cugats war 1940 das Lied Perfidia mit der Interpretation durch Miguelito Valdés. Danach folgten viele Congas, Mambos, Cha-Cha-Chas, später auch Twists, als der in Mode war. Zu den bekanntesten Interpretationen Cugats gehören Brazil und Bahía (bzw. Baia) jeweils von Ary Barroso, Siboney, Malagueña und Andalucía (auch bekannt als The Breeze and I) jeweils von Ernesto Lecuona, Tequila oder El Cumbachero und viele weitere Titel.
Cugat war insgesamt fünfmal verheiratet, von 1952 bis 1964 mit der Sängerin und Schauspielerin Abbe Lane, zuletzt von 1966 bis 1978 mit der Sängerin Charo.
Bei der Adresse 1500 Vine Street bekam Cugat einen Stern auf dem Hollywood Walk of Fame.

## Filmografie (Auswahl)
- 1921: Die vier Reiter der Apokalypse (The Four Horsemen of the Apocalypse)
- 1925: Die lustige Witwe (The Merry Widow)
- 1930: Der Flüchtling (The Lash)
- 1936: Auf in den Westen (Go West Young Man)
- 1942: Du warst nie berückender (You Were Never Lovelier)
- 1943: Stage Door Canteen
- 1944: Mein Schatz ist ein Matrose (Two Girls and a Sailor)
- 1944: Badende Venus (Bathing Beauty)
- 1945: Weekend im Waldorf (Week-End at the Waldorf)
- 1946: Ball in der Botschaft (Holiday in Mexico)
- 1947: Bezaubernde Lippen (This Time for Keeps)
- 1948: Auf einer Insel mit dir (On an Island with You)
- 1948: Liebe an Bord (Luxury Liner)
- 1949: Neptuns Tochter (Neptune's Daughter)
- 1955: Die große Masche (Chicago Syndicate)
- 1955: Americano (The Americano)
- 1956: Donatella – Junge Liebe in Rom (Donatella)
- 1956: Geliebt in alle Ewigkeit (The Eddy Duchin Story)
- 1963: Das Feuerschiff

## Zitat
- „I would rather play Chiquita Banana and have my swimming pool than play Bach and starve.“ – „Ich würde lieber Chiquita Banana spielen und meinen eigenen Swimming Pool haben, als Bach zu spielen und zu hungern.“